# Пегова Ірина Сергіївна
Ірина Пегова (*18 червня 1978, Викса, СРСР) — російська акторка театру і кіно. Заслужена артистка Російської Федерації (2012). Лауреат низки російських театральних і кінопремій.
Фігурант бази даних центру «Миротворець» (участь у зйомках пропагандистського комедійного серіалу «Кримська сакура» (реж. В. Павлов), фільму «Здається будинок з усіма незручностями» (2016, реж. В. Сторожева), серіалу «Казанова» (2020, реж. К. Белевич) в анексованому РФ Криму).

## Життєпис
Народилася 18 червня 1978 року в місті Викса Горьковської області (нині — Нижегородська область).
У 1995 році поступила на відділення «Актор драматичного театру і кіно» Горьковського театрального училища (творчий керівник — Василь Федорович Богомазов). 
Під час навчання була помічена столичним режисером Петром Фоменком. 
У 1997 році, залишивши після другого курсу навчання в училище, вирушила у Москву і поступила в Російський університет театрального мистецтва (ГІТІС) на акторсько-режисерський курс Петра Наумовича Фоменка.
У 2001 році, відразу після закінчення ГІТІСу, була прийнята в трупу Московського театру «Майстерня Петра Фоменка».

## Фільмографія
| Рік       |   | Назва                                                | Роль                                                                         |    |
| --------- | - | ---------------------------------------------------- | ---------------------------------------------------------------------------- | -- |
| 2002      | ф | Спартак і Калашников                                 | військовий ветеринарний лікар                                                | ру |
| 2003      | ф | Прогулянка                                           | Оля                                                                          | ру |
| 2004      | с | Спас під березами                                    | Лариса                                                                       | ру |
| 2005      | ф | Космос як передчуття                                 | Ларка, подружка Конька                                                       | ру |
| 2005      | ф | Подруга особливого призначення                       | Варвара Лаптєва, секретар                                                    | ру |
| 2006      | ф | Варенька                                             | Варя                                                                         | ру |
| 2008      | ф | Один день                                            | Світлана, дружина Анатолія                                                   | ру |
| 2008      | ф | Ванька Грозний                                       | Зіна                                                                         | ру |
| 2008      | ф | Не підганяй кохання                                  | Катя Баркова                                                                 | ру |
| 2008      | ф | Пасажирка                                            | Аннушка, покоївка Віри Сергіївни Кларк                                       | ру |
| 2008      | ф | Адмірал                                              | Софія, співачка                                                              | ру |
| 2009      | ф | Повернення мушкетерів, або Скарби кардинала Мазаріні | Анжеліка, дочка Портоса, сестра Леона                                        | ру |
| 2009      | с | Адмірал                                              | Віра, сестра милосердя                                                       | ру |
| 2009      | ф | Московський феєрверк                                 | Софія, співачка                                                              | ру |
| 2009      | ф | Закон зворотного чарівництва                         | Анфіса Сергіївна Степанова, фармацевт                                        | ру |
| 2010      | ф | Казка. Є                                             | добра мама-балерина                                                          | ру |
| 2010      | с | Зоя                                                  | Зоя Федотова, акторка                                                        | ру |
| 2011      | ф | П'ять наречених                                      | Ліля Синіцина, наречена                                                      | ру |
| 2011      | ф | Варенька. І в горі, і в радості                      | Варя                                                                         | ру |
| 2011      | ф | Бабине літо                                          | Люба                                                                         | ру |
| 2012      | ф | Кохання з акцентом                                   | офіціантка в кавярні                                                         | ру |
| 2012      | с | Кохаю, тому що кохаю                                 | Таїсія Павлівна, медсестра                                                   | ру |
| 2012—2013 | с | Маша в законі                                        | Маша Пирогова                                                                | ру |
| 2013      | ф | 7 головних бажань                                    | Світалана, подруга Маші                                                      | ру |
| 2013      | с | Одинокі серця                                        | Єлизавета Грушина                                                            | ру |
| 2013      | ф | Про що мовчать дівчата                               | Лєрочка                                                                      | ру |
| 2013      | ф | Країна гарних діточок                                | мати                                                                         | ру |
| 2014      | ф | Всім скорботним радість                              | Люба, дружина Семена                                                         | ру |
| 2014      | ф | Танкісти своїх не кидають                            | Марина Альохіна                                                              | ру |
| 2014      | с | Я залишаю вам кохання                                | Валентина Сідоркіна, фельдшер                                                | ру |
| 2014      | ф | Стара рушниця                                        | Люба, медсестра, дружина Петра                                               | ру |
| 2015      | ф | У далекому сорок п'ятому... Зустрічі на Ельбі        | Галя Коршунова                                                               | ру |
| 2015      | с | Краще не буває                                       | Таня                                                                         | ру |
| 2015      | ф | Новорічне щастя                                      | Ольга                                                                        | ру |
| 2015      | с | Рая знає                                             | Рая Полуйчик, перукар в салоні краси                                         | ру |
| 2015      | с | Петля Нестерова                                      | Ірина Зіміна, дружина полковника КДБ Володимира Зіміна                       | ру |
| 2016      | ф | Зателефонуйте Мишкіну                                | Юлія                                                                         | ру |
| 2016      | ф | Здається будинок з усіма незручностями               | Антоніна                                                                     | ру |
| 2016      | ф | СуперБоброви                                         | Рита Боброва, дочка Бориса Олексійовича                                      | ру |
| 2016      | ф | Гарний хлопчик                                       | Марія Дронова, мати Ксюши, дружина Дронова                                   | ру |
| 2016      | ф | Екіпаж                                               | Олена Михайлівна Синіцина, співробітник аеропорту «Внуково»                  | ру |
| 2017      | с | Акушерка                                             | Тетяна Георгіївна Скворцова, головний лікар пологового будинку, лікар-акушер | ру |